# Sardinas (Napo)
Sardinas ist eine Ortschaft und eine Parroquia rural im Kanton El Chaco der ecuadorianischen Provinz Napo. Die Parroquia hat eine Fläche von 111,5 km². Die Einwohnerzahl lag im Jahr 2010 bei 537. Die Parroquia wurde am 22. April 1969 gegründet.

## Lage
Die Parroquia Sardinas liegt an der Ostflanke der Cordillera Real. Die 1620 m hoch gelegene Ortschaft Sardinas befindet sich am Südufer des Río Sardinas, eines kleinen linken Nebenflusses des Río Coca (Río Quijos). Der Ort liegt 5,5 km südsüdwestlich vom Kantonshauptort El Chaco sowie 2 km westlich vom Río Quijos. Die Fernstraße E45 (Tena–Nueva Loja) führt entlang dem westlichen Flussufer des Río Quijos. Die Parroquia ist weitgehend deckungsgleich mit dem Einzugsgebiet des Río Sardinas. Die Längsausdehnung in Ost-West-Richtung beträgt etwa 19 km.
Die Parroquia Sardinas grenzt im Osten an die Parroquia Linares, im Südosten an die Parroquia Sumaco, im Süden an die Parroquia San Francisco de Borja (Kanton Quijos), im Südwesten an die Parroquia Cuyuja (ebenfalls im Kanton Quijos), im Nordwesten an die Parroquia Oyacachi sowie im Norden an die Parroquia El Chaco.

## Ökologie
Das Areal liegt mit Ausnahme eines Uferstreifens entlang dem Río Quijos innerhalb des Nationalparks Cayambe Coca.